# Ratpenat de cua de beina de Blyth
El ratpenat de cua de beina de Blyth (Saccolaimus saccolaimus) és una espècie de ratpenat de la família dels embal·lonúrids que es troba a Austràlia, Bangladesh, l'Índia, Indonèsia, Malàisia, Papua Nova Guinea, les Filipines, Illes Salomó, Sri Lanka, Tailàndia i, possiblement també, a Myanmar.